# Seznam vítězek Billie Jean King Cupu
Toto je seznam vítězek a finalistek Billie Jean King Cupu spolu s místem konání, každoroční ženské týmové soutěže v tenise hrané od roku 1963. Do roku 1994 nesla název Pohár federace (Federation Cup) a v letech 1995–2020 byla hrána jako Fed Cup.
Soutěž vyhrálo celkem třináct zemí, první se v roce 1963 staly Spojené státy a třináctou v pořadí roku 2023 Kanada. Spojené státy, Austrálie, Česko, Rusko a Itálie ovládly Billie Jean King Cup a mužskou obdobu Davis Cup v jednom kalendářním roce. Jediné Česko pak v konkrétní sezóně přidalo i triumf ve smíšené soutěži Hopman Cupu (2012).

## Přehled finále
| Seznam finálových utkání, vítězek a finalistek Billie Jean King Cupu | Seznam finálových utkání, vítězek a finalistek Billie Jean King Cupu | Seznam finálových utkání, vítězek a finalistek Billie Jean King Cupu | Seznam finálových utkání, vítězek a finalistek Billie Jean King Cupu | Seznam finálových utkání, vítězek a finalistek Billie Jean King Cupu                                              | Seznam finálových utkání, vítězek a finalistek Billie Jean King Cupu                                     | Seznam finálových utkání, vítězek a finalistek Billie Jean King Cupu |
| Č.                                                                   | datum                                                                | místo konání                                                         | povrch                                                               | vítězky | finalistky                                                                                               | výsledek                                                             |
| -------------------------------------------------------------------- | -------------------------------------------------------------------- | -------------------------------------------------------------------- | -------------------------------------------------------------------- | --- | --- | -------------------------------------------------------------------- |
| 1.                                                                   | 20/6/1963                                                            | Londýn, Queen's Club                                                 | tráva                                                                | Billie Jean Kingová Darlene Hardová                                                                               | Margaret Smithová Lesley Turnerová                                                                       | USA 2–1 AUS                                                          |
| 2.                                                                   | 5/9/1964                                                             | Filadelfie, Germantown Cricket Club                                  | tráva                                                                | Margaret Smithová Lesley Turnerová                                                                                | Billie Jean Kingová Nancy Richeyová Karen Hantzeová                                                      | AUS 2–1 USA                                                          |
| 3.                                                                   | 18/1/1965                                                            | Melbourne, Kooyong Club                                              | tráva                                                                | Margaret Smithová Lesley Turnerová Judy Tegartová                                                                 | Billie Jean Kingová Carole Caldwellová                                                                   | AUS 2–1 USA                                                          |
| 4.                                                                   | 15/5/1966                                                            | Turín, Turin Press Sporting Club                                     | antuka                                                               | Julie Heldmanová Billie Jean Kingová Carole Caldwellová                                                           | Helga Schultzeová Edda Budingová Helga Masthoffová                                                       | USA 3–0 SRN                                                          |
| 5.                                                                   | 11/6/1967                                                            | Berlín, Blau-Weiss T.C.                                              | antuka                                                               | Rosie Casalsová Billie Jean Kingová                                                                               | Virginia Wadeová Ann Haydon Jonesová                                                                     | USA 2–0 GBR                                                          |
| 6.                                                                   | 21/5/1968                                                            | Paříž, Stade Roland-Garros                                           | antuka                                                               | Margaret Smithová Kerry Reidová                                                                                   | Marijve Jansenová Astrid Suurbecková Lidy Venneboerová                                                   | AUS 3–0 NED                                                          |
| 7.                                                                   | 25/5/1969                                                            | Athény, Athens T.C.                                                  | antuka                                                               | Jane Bartkowiczová Julie Heldmanová Nancy Richeyová                                                               | Margaret Smithová Judy Tegartová Kerry Reidová                                                           | USA 2–1 AUS                                                          |
| 8.                                                                   | 24/5/1970                                                            | Freiburg, Freiburg T.C.                                              | antuka                                                               | Karen Krantzckeová Judy Tegartová                                                                                 | Helga Schultzeová Helga Masthoffová                                                                      | AUS 3–0 SRN                                                          |
| 9.                                                                   | 29/12/1971                                                           | Perth, Royal King's Park T.C.                                        | tráva                                                                | Margaret Smithová Evonne Goolagongová Lesley Huntová                                                              | Winnie Shawová Virginia Wadeová Ann Haydon Jonesová                                                      | AUS 3–0 GBR                                                          |
| 10.                                                                  | 25/3/1972                                                            | Johannesburg, Ellis Park                                             | tvrdý                                                                | Pat Walkdenová Brenda Kirková                                                                                     | Joyce Barclayová Virginia Wadeová Winnie Shawová                                                         | JAR 2–1 GBR                                                          |
| 11.                                                                  | 30/4/1973                                                            | Bad Homburg, Bad Homburg T.C.                                        | antuka                                                               | Patricia Colemanová Evonne Goolagongová Janet Youngová                                                            | Pat Walkdenová Brenda Kirková                                                                            | AUS 3–0 JAR                                                          |
| 12.                                                                  | 13/5/1974                                                            | Neapol, Neapol T.C.                                                  | antuka                                                               | Dianne Fromholtzová Evonne Goolagongová Janet Young-Langford                                                      | Sharon Walshová Jeanne Evertová Julie Heldmanová                                                         | AUS 2–1 USA                                                          |
| 13.                                                                  | 5/5/1975                                                             | Aix-en-Provence, Aixoise C.C.                                        | antuka                                                               | Renáta Tomanová Martina Navrátilová                                                                               | Dianne Fromholtzová Evonne Goolagongová Helen Gourlayová                                                 | TCH 3–0 AUS                                                          |
| 14.                                                                  | 22/8/1976                                                            | Filadelfie, Spectrum Stadium                                         | kob. (h)                                                             | Rosie Casalsová Billie Jean Kingová                                                                               | Kerry Reidová Evonne Goolagongová                                                                        | USA 2–1 AUS                                                          |
| 15.                                                                  | 13/6/1977                                                            | Eastbourne, Devonshire Park                                          | tráva                                                                | Chris Evertová Rosie Casalsová Billie Jean Kingová                                                                | Wendy Turnbullová Dianne Fromholtzová Kerry Reidová                                                      | USA 2–1 AUS                                                          |
| 16.                                                                  | 27/11/1978                                                           | Melbourne, Kooyong Club                                              | tráva                                                                | Chris Evertová Tracy Austinová Billie Jean Kingová                                                                | Wendy Turnbullová Kerry Reidová                                                                          | USA 2–1 AUS                                                          |
| 17.                                                                  | 30/4/1979                                                            | Madrid, RSHE Club Campo                                              | antuka                                                               | Rosie Casalsová Tracy Austinová Chris Evertová Billie Jean Kingová                                                | Wendy Turnbullová Dianne Fromholtzová Kerry Reidová                                                      | USA 3–0 AUS                                                          |
| 18.                                                                  | 19/5/1980                                                            | Berlín, Rot-Weiss T.C.                                               | antuka                                                               | Rosie Casalsová Tracy Austinová Kathy Jordanová Chris Evertová                                                    | Wendy Turnbullová Susan Leová Dianne Fromholtzová                                                        | USA 3–0 AUS                                                          |
| 19.                                                                  | 9/11/1981                                                            | Tokio, Tamagawa-en Racquet Club                                      | antuka                                                               | Rosie Casalsová Kathy Jordanová Andrea Jaegerová Chris Evertová                                                   | Sue Barkerová Virginia Wadeová                                                                           | USA 3–0 GBR                                                          |
| 20.                                                                  | 19/7/1982                                                            | Santa Clara, Decathlon Club                                          | tvrdý                                                                | Martina Navrátilová Chris Evertová                                                                                | Claudia Kohde-Kilschová Bettina Bungeová                                                                 | USA 3–0 SRN                                                          |
| 21.                                                                  | 17/7/1983                                                            | Curych, Albisguetli TC                                               | antuka                                                               | Helena Suková Iva Budařová Marcela Skuherská Hana Mandlíková                                                      | Bettina Bungeová Claudia Kohde-Kilschová Eva Pfaffová                                                    | TCH 2–1 SRN                                                          |
| 22.                                                                  | 15/7/1984                                                            | São Paulo, Pinheiros Sports Club                                     | antuka                                                               | Hana Mandlíková Helena Suková                                                                                     | Anne Minterová Elizabeth Smylieová Wendy Turnbullová                                                     | TCH 2–1 AUS                                                          |
| 23.                                                                  | 6/10/1985                                                            | Nagoja Green TC                                                      | tvrdý                                                                | Andrea Holíková Helena Suková Regina Maršíková Hana Mandlíková                                                    | Elise Burginová Kathy Jordanová Sharon Walshová                                                          | TCH 2–1 USA                                                          |
| 24.                                                                  | 20/7/1986                                                            | Praha, Štvanice                                                      | antuka                                                               | Chris Evertová Martina Navrátilová Pam Shriverová                                                                 | Helena Suková Hana Mandlíková                                                                            | USA 3–0 TCH                                                          |
| 25.                                                                  | 26/7/1987                                                            | Vancouver, Hollyburn C.C.                                            | tvrdý                                                                | Steffi Grafová Claudia Kohde-Kilschová                                                                            | Pam Shriverová Chris Evertová                                                                            | SRN 2–1 USA                                                          |
| 26.                                                                  | 4/12/1988                                                            | Melbourne, Flinders Park                                             | tvrdý                                                                | Jana Novotná Jana Pospíšilová Radka Zrubáková Helena Suková                                                       | Larisa Savčenková Nataša Zverevová                                                                       | TCH 2–1 RUS                                                          |
| 27.                                                                  | 1/10/1989                                                            | Tokio, Ariake Forest Park Centre                                     | tvrdý                                                                | Martina Navrátilová Pam Shriverová Chris Evertová Zina Garrisonová                                                | Conchita Martínezová Arantxa Sánchezová                                                                  | USA 3–0 ESP                                                          |
| 28.                                                                  | 21/7/1990                                                            | Atlanta, Peachtree W.O.T.                                            | tvrdý                                                                | Jennifer Capriatiová Zina Garrisonová Gigi Fernándezová                                                           | Leila Meschiová Nataša Zverevová Larisa Savčenková                                                       | USA 2–1 URS                                                          |
| 29.                                                                  | 28/7/1991                                                            | Nottingham, City of Nottingham T.C.                                  | tvrdý                                                                | Conchita Martínezová Arantxa Sánchezová                                                                           | Jennifer Capriatiová Zina Garrisonová Mary Joe Fernandezová Gigi Fernándezová                            | ESP 2–1 USA                                                          |
| 30.                                                                  | 19/7/1992                                                            | Frankfurt, Waldstadion T.C.                                          | antuka                                                               | Anke Huberová Barbara Rittnerová Steffi Grafová                                                                   | Conchita Martínezová Arantxa Sánchezová                                                                  | SRN 2–1 ESP                                                          |
| 31.                                                                  | 25/7/1993                                                            | Frankfurt, Waldstadion T.C.                                          | antuka                                                               | Conchita Martínezová Arantxa Sánchezová                                                                           | Nicole Bradtkeová Elizabeth Smylieová Rennae Stubbsová Michelle Jaggardová                               | ESP 3–0 AUS                                                          |
| 32.                                                                  | 24/7/1994                                                            | Frankfurt, Waldstadion T.C.                                          | antuka                                                               | Conchita Martínezová Arantxa Sánchezová                                                                           | Lindsay Davenportová MJ Fernándezová Gigi Fernándezová                                                   | ESP 3–0 USA                                                          |
| 33.                                                                  | 25/11/1995                                                           | Valencie, Valencia T.C.                                              | antuka                                                               | Conchita Martínezová Virginia Ruanová Arantxa Sánchezová María Sánchezová                                         | Chanda Rubinová Lindsay Davenportová MJ Fernándezová Gigi Fernándezová                                   | ESP 3–2 USA                                                          |
| 34.                                                                  | 28/9/1996                                                            | Atlantic City, Convention Centre                                     | kob. (h)                                                             | Lindsay Davenportová MJ Fernándezová Monika Selešová Linda Wildová                                                | Conchita Martínezová Virginia Ruanová Arantxa Sánchezová Gala Leónová                                    | USA 5–0 ESP                                                          |
| 35.                                                                  | 4/10/1997                                                            | 's-Hertogenbosch, Brabant Hall                                       | kob. (h)                                                             | Mary Pierceová Sandrine Testudová Nathalie Tauziatová Alexandra Fusaiová                                          | Miriam Oremansová Caroline Visová Manon Bollegrafová Brenda Schultzová                                   | FRA 4–1 NED                                                          |
| 36.                                                                  | 19/09/1998                                                           | Ženeva, Palexpo Hall                                                 | tvrdý (h)                                                            | Conchita Martínezová Arantxa Sánchezová                                                                           | Martina Hingisová Patty Schnyderová                                                                      | ESP 3–2 SUI                                                          |
| 37.                                                                  | 18/9/1999                                                            | Stanford, Taube Tennis Stadium                                       | tvrdý                                                                | Lindsay Davenportová Venus Williamsová Serena Williamsová                                                         | Jelena Makarovová Jelena Lichovcevová Jelena Dementěvová                                                 | USA 4–1 RUS                                                          |
| 38.                                                                  | 24/11/2000                                                           | Las Vegas, Mandalay Bay Resort                                       | kob. (h)                                                             | Lindsay Davenportová Monika Selešová Jennifer Capriatiová Lisa Raymondová                                         | Conchita Martínezová Arantxa Sánchezová Virginia Ruanová Magüi Sernaová                                  | USA 5–0 ESP                                                          |
| 39.                                                                  | 11/11/2001                                                           | Madrid, Parque Juan Carlos I                                         | antuka (h)                                                           | Laurence Courtoisová Els Callensová Justine Heninová Kim Clijstersová                                             | Jelena Lichovcevová Jelena Bovinová Jelena Dementěvová Naděžda Petrovová                                 | BEL 2–1 RUS                                                          |
| 40.                                                                  | 2/11/2002                                                            | Gran Canaria, P. de Congresos de Maspalomas                          | tvrdý (h)                                                            | Daniela Hantuchová Janette Husárová Henrieta Nagyová Martina Suchá                                                | Conchita Martínezová Arantxa Sánchezová Magüi Sernaová Virginia Ruanová                                  | SVK 3–1 ESP                                                          |
| 41.                                                                  | 22/11/2003                                                           | Moskva, Lužniki                                                      | koberec (h)                                                          | Amélie Mauresmová Mary Pierceová Émilie Loitová S. Cohenová-Alorová                                               | Meghann Shaughnessyová Lisa Raymondová Alexandra Stevensonová Martina Navrátilová                        | FRA 4–1 USA                                                          |
| 42.                                                                  | 27/11/2004                                                           | Moskva, Ice Stadium Krilackoje                                       | koberec (h)                                                          | Anastasija Myskinová Věra Zvonarevová Světlana Kuzněcovová Jelena Lichovcevová                                    | Nathalie Dechyová Taťána Golovinová Émilie Loitová Marion Bartoliová                                     | RUS 3–2 FRA                                                          |
| 43.                                                                  | 17/9/2005                                                            | Paříž, Stade Roland-Garros                                           | antuka                                                               | Jelena Dementěvová Anastasija Myskinová Dinara Safinová Věra Duševinová                                           | Amélie Mauresmová Mary Pierceová Nathalie Dechyová Taťána Golovinová                                     | RUS 3–2 FRA                                                          |
| 44.                                                                  | 16/9/2006                                                            | Charleroi, Spiroudome                                                | tvrdý (h)                                                            | Francesca Schiavoneová Flavia Pennettaová Mara Santangelová Roberta Vinciová                                      | Justine Heninová Kirsten Flipkensová Caroline Maesová Leslie Butkiewiczová                               | ITA 3–2 BEL                                                          |
| 45.                                                                  | 15/9/2007                                                            | Moskva, Lužniki                                                      | tvrdý (h)                                                            | Světlana Kuzněcovová Anna Čakvetadzeová Naděžda Petrovová Jelena Vesninová                                        | Francesca Schiavoneová Mara Santangelová Roberta Vinciová Flavia Pennettaová                             | RUS 4–0 ITA                                                          |
| 46.                                                                  | 13/9/2008                                                            | Madrid, Club de Campo                                                | antuka                                                               | Světlana Kuzněcovová Jekatěrina Makarovová Jelena Vesninová Věra Zvonarevová                                      | Anabel Medinaová Carla Suárezová Nuria Llagosteraová Virginia Ruanová                                    | RUS 4–0 ESP                                                          |
| 47.                                                                  | 7/11/2009                                                            | Reggio di Calabria, Circolo del Tennis                               | antuka                                                               | Flavia Pennettaová Francesca Schiavoneová Sara Erraniová Roberta Vinciová                                         | Melanie Oudinová Alexa Glatchová Liezel Huberová Vania Kingová                                           | ITA 4–0 USA                                                          |
| 48.                                                                  | 6/11/2010                                                            | San Diego, San Diego Sports Arena                                    | tvrdý (h)                                                            | Francesca Schiavoneová Flavia Pennettaová Roberta Vinciová Sara Erraniová                                         | B. Matteková-Sandsová Melanie Oudinová Coco Vandewegheová Liezel Huberová                                | ITA 3–1 USA                                                          |
| 49.                                                                  | 6/11/2011                                                            | Moskva, Olympijský stadion                                           | tvrdý (h)                                                            | Petra Kvitová Lucie Šafářová Lucie Hradecká Květa Peschkeová                                                      | Světlana Kuzněcovová Maria Kirilenková Anastasija Pavljučenkovová Jelena Vesninová                       | CZE 3–2 RUS                                                          |
| 50.                                                                  | 4/11/2012                                                            | Praha, O2 arena                                                      | tvrdý (h)                                                            | Petra Kvitová Lucie Šafářová Lucie Hradecká Andrea Hlaváčková                                                     | Ana Ivanovićová Jelena Jankovićová Bojana Jovanovská Aleksandra Krunićová                                | CZE 3–1 SRB                                                          |
| 51.                                                                  | 3/11/2013                                                            | Cagliari, Tennis Club Cagliari                                       | antuka                                                               | Sara Erraniová Roberta Vinciová Karin Knappová Flavia Pennettaová                                                 | Alexandra Panovová Irina Chromačovová Alisa Klejbanovová Margarita Gasparjanová                          | ITA 4–0 RUS                                                          |
| 52.                                                                  | 9/11/2014                                                            | Praha, O2 arena                                                      | tvrdý (h)                                                            | Petra Kvitová Lucie Šafářová Lucie Hradecká Andrea Hlaváčková                                                     | Angelique Kerberová Andrea Petkovicová Sabine Lisická Julia Görgesová                                    | CZE 3–1 GER                                                          |
| 53.                                                                  | 15/11/2015                                                           | Praha, O2 arena                                                      | tvrdý (h)                                                            | Petra Kvitová Lucie Šafářová Karolína Plíšková Barbora Strýcová                                                   | Maria Šarapovová Jekatěrina Makarovová Anastasija Pavljučenkovová Jelena Vesninová                       | CZE 3–2 RUS                                                          |
| 54.                                                                  | 13/11/2016                                                           | Štrasburk, Rhénus Sport                                              | tvrdý (h)                                                            | Petra Kvitová Karolína Plíšková Barbora Strýcová Lucie Hradecká                                                   | Caroline Garciaová Kristina Mladenovicová Alizé Cornetová Pauline Parmentierová                          | CZE 3–2 FRA                                                          |
| 55.                                                                  | 11/11/2017                                                           | Minsk, Čižovka-Arena                                                 | tvrdý (h)                                                            | Coco Vandewegheová Sloane Stephensová Shelby Rogersová Alison Riskeová                                            | Aljaksandra Sasnovičová Aryna Sabalenková Věra Lapková Lidzija Marozavová                                | USA 3–2 BLR                                                          |
| 56.                                                                  | 9/11/2018                                                            | Praha, O2 arena                                                      | tvrdý (h)                                                            | Petra Kvitová Kateřina Siniaková Barbora Strýcová Barbora Krejčíková                                              | Danielle Collinsová Sofia Keninová Alison Riskeová Nicole Melicharová                                    | CZE 3–0 USA                                                          |
| 57.                                                                  | 10/11/2019                                                           | Perth, RAC Arena                                                     | tvrdý                                                                | Kristina Mladenovicová Caroline Garciaová Alizé Cornetová Fiona Ferrová Pauline Parmentierová                     | Ashleigh Bartyová Ajla Tomljanovićová Samantha Stosurová Astra Sharmaová Priscilla Honová                | FRA 3–2 AUS                                                          |
| 58.                                                                  | 6/11/2021                                                            | Praha, O2 arena                                                      | tvrdý (h)                                                            | Anastasija Pavljučenkovová Darja Kasatkinová Veronika Kuděrmetovová Jekatěrina Alexandrovová Ljudmila Samsonovová | Belinda Bencicová Jil Teichmannová Viktorija Golubicová Stefanie Vögeleová                               | RTF 2–0 SUI                                                          |
| 59.                                                                  | 13/11/2022                                                           | Glasgow, Emirates Arena                                              | tvrdý (h)                                                            | Belinda Bencicová Jil Teichmannová Viktorija Golubicová Simona Waltertová                                         | Ajla Tomljanovićová Priscilla Honová Storm Sandersová Ellen Perezová Samantha Stosurová                  | SUI 2–0 AUS                                                          |
| 60.                                                                  | 12/11/2023                                                           | Sevilla, Estadio La Cartuja                                          | tvrdý (h)                                                            | Leylah Fernandezová Rebecca Marinová Eugenie Bouchardová Marina Stakusicová Gabriela Dabrowská                    | Jasmine Paoliniová Martina Trevisanová Elisabetta Cocciarettová Lucia Bronzettiová Lucrezia Stefaniniová | CAN 2–0 ITA                                                          |
| 61.                                                                  | 20/11/2024                                                           | Martín Carpena Arena, Malaga                                         | tvrdý (h)                                                            | Jasmine Paoliniová Elisabetta Cocciarettová Lucia Bronzettiová Sara Erraniová Martina Trevisanová                 | Rebecca Šramková Anna Karolína Schmiedlová Viktória Hrunčáková Renáta Jamrichová Tereza Mihalíková       | ITA 2–0 SVK                                                          |